# ناتاشا بيرك موزار
ناتاشا بيرتس موشار (من مواليد 9 مايو 1968) هي محامية ومؤلفة وسياسية سلوفينية تشغل منصب الرئيس الخامس لجمهورية سلوفينيا منذ عام 2022. شغلت سابقًا منصب مفوضة المعلومات (2004–2014)، كما عملت صحفية، وتولت رئاسة الصليب الأحمر السلوفيني بين عامي 2015 و2016.
تُعرف بيرتس موشار على نطاق واسع بأحكامها ومؤلفاتها في مجال حرية الوصول إلى المعلومات، وآرائها القانونية، إلى جانب تولّيها قضايا قانونية بارزة، من بينها تمثيلها لميلانيا ترامب، السيدة الأولى للولايات المتحدة سابقًا، والتي وُلدت في سلوفينيا، وكذلك تمثيلها لحزب الديمقراطيين الاجتماعيين في سلوفينيا، وعدد من الشخصيات البارزة الأخرى.
وفي الجولة الثانية من الانتخابات الرئاسية لعام 2022، انتُخبت بيرتس موشار أول امرأة تتولى رئاسة سلوفينيا، بعد أن تغلبت على أنزه لوغار، مرشح الحزب الديمقراطي السلوفيني.

## النشأة والتعليم
درست ناتاشا بيرتس موشار القانون في كلية الحقوق بجامعة ليوبليانا، وتخرجت عام 1992، وكان المشرف الأكاديمي عليها آنذاك ماركو إيليشيتش، الذي أصبح لاحقًا قاضيًا في محكمة العدل الأوروبية.
في عام 1997، اجتازت امتحان نقابة المحامين، ثم بدأت العمل في مؤسسة الإذاعة والتلفزيون السلوفينية، حيث أمضت ست سنوات كصحفية ومقدمة للبرنامج الإخباري الرئيسي. وبعد ذلك، عملت لمدة خمس سنوات كمقدمة للبرنامج الإخباري المركزي "24UR" على القناة التلفزيونية التجارية "POP TV".
في عام 2001، تولت رئاسة قسم الاتصال المؤسسي في مجموعة "أكتيفا" وهي شركة كان يعمل بها زوجها أليش موشار.
أكملت بيرتس موشار تدريبًا مهنيًا إضافيًا في شبكة CNN في أتلانتا، جورجيا. ثم واصلت دراستها لمدة فصلين دراسيين في جامعة سالفورد في إنجلترا، حيث خضعت لتدريبات ميدانية في عدة مؤسسات إعلامية، منها BBC، وGranada TV، وSky News، وReuters TV، وBorder TV.
وفي عام 2015، حصلت على درجة الدكتوراه من كلية الحقوق بجامعة فيينا، عن أطروحة تناولت تحقيق التوازن العادل بين الحق في الخصوصية وحرية الحصول على المعلومات.

## المسيرة القانونية والمهنية
في أبريل 2003، انضمت ناتاشا بيرتس موشار إلى المحكمة العليا في سلوفينيا، حيث تولّت منصب مديرة مركز التعليم والمعلومات. وتُعد من أبرز الشخصيات التي شغلت منصب مفوضة الوصول إلى المعلومات العامة، وهو المنصب الذي شغلته بين عامي 2004 و2014.
ابتداءً من مارس 2011، عملت كنائبة لرئيس الهيئة المشتركة للإشراف على اليوروبول (جهاز الشرطة الأوروبي)، ثم تولّت رئاسة هذه الهيئة التابعة للاتحاد الأوروبي من عام 2012 وحتى نهاية ولايتها كمفوضة للمعلومات.
بعد انتهاء فترة عملها في المفوضية، أسست مكتبها الخاص للمحاماة. وفي عام 2016، انضمت إليها المحامية روزانا ليموت سترليه كشريكة، ليحمل المكتب منذ ذلك الحين اسم Pirc Musar & Lemut Strle. ومن بين أبرز القضايا التي تولتها، تمثيلها لميلانيا ترامب خلال فترة رئاسة زوجها دونالد ترامب للولايات المتحدة. كما مثّلت سياسيين من حزب الديمقراطيين الاجتماعيين، والسفير السلوفيني لدى الولايات المتحدة ستانيسلاف فيدوفيتش، إلى جانب شخصيات بارزة أخرى.
بين عامي 2010 و2021، اختيرت بيرتس موشار عدة مرات ضمن قائمة أبرز عشرة محامين تأثيرًا في سلوفينيا. كما شاركت في تأسيس جمعية OnaVe، التي تهدف إلى ربط الخبيرات وتعزيز تبادل المعرفة بين النساء.
ومن عام 2015 إلى عام 2016، تولّت رئاسة الصليب الأحمر السلوفيني.
ألّفت أو شاركت في تأليف ما لا يقل عن ستة كتب حول حرية الوصول إلى المعلومات والخصوصية، وذلك باللغات السلوفينية والإنجليزية والكرواتية.

## المسيرة السياسية

### رئيسة سلوفينيا
في 23 يونيو 2022، أعلنت ناتاشا بيرتس موشار ترشحها لرئاسة جمهورية سلوفينيا في الانتخابات الرئاسية المقررة في 23 أكتوبر 2022، بصفتها مرشحة مستقلة. وكانت أول من أعلن ترشحه رسميًا لهذا المنصب، وقد حظيت بدعم اثنين من رؤساء سلوفينيا السابقين، ميلان كوتشان ودانيلو تورك. لم تكن بيرتس موشار في أي وقت عضوًا في حزب سياسي، كما أنها صرّحت بأنها لا تعتزم الانضمام إلى أي حزب مستقبلاً. وعلى الرغم من تمسكها بصفة "المرشحة المستقلة"، إلا أن بعض الأحزاب، مثل حزب القراصنة وحزب الشباب – الخضر الأوروبيون، قد أعلنوا دعمهم لها.
أثار ترشحها جدلاً في وسائل الإعلام بشأن علاقتها بمارتا كوس، نائبة رئيس حزب "حركة الحرية" الحاكم، التي أعلنت بدورها ترشحها للرئاسة بعد فترة قصيرة. وعلى الرغم من أن بيرتس موشار وكوس صرّحتا بأنهما صديقتان، فإن تقارير إعلامية ذكرت أنهما توقفتا عن التواصل لاحقًا.
وفي سبتمبر 2022، أعلنت مارتا كوس انسحابها من السباق الرئاسي، وهو ما أدى إلى زيادة الدعم لبيرتس موشار، التي كانت تتصدر الاستطلاعات آنذاك. وفي الجولة الأولى من الانتخابات التي جرت في أكتوبر، حلت بيرتس موشار في المركز الثاني، لتتأهل إلى الجولة الثانية في نوفمبر 2022. وفي الجولة الثانية، التي جرت في 13 نوفمبر، فازت على مرشح الحزب الديمقراطي السلوفيني، أنزه لوغار، لتصبح بذلك أول امرأة تُنتخب رئيسةً لسلوفينيا.

## الحياة الشخصية
تزوجت ناتاشا بيرتس موشار من رجل الأعمال أليش موشار، ولهما ابن واحد. يمتلك زوجها عقارًا يُعرف باسم "الداشا الروسية" في منطقة زغورنيه غاميلنيه، كما يملكان سيارة رولز رويس فانتوم VI فاخرة، صُنعت عام 1971 خصيصًا للأميرة ألكسندرا، ابنة عم الملكة إليزابيث الثانية.

## الأوسمة
- اليونان : وسام الصليب الأعظم من وسام الفادي (8 أبريل 2024)
- إيطاليا : وسام الصليب الأعظم مع طوق وسام الاستحقاق للجمهورية الإيطالية (7 فبراير 2025)
- البرتغال : القلادة الكبرى من وسام الأمير هنري (18 مارس 2025)